# Skukani
Skukani – wieś w Chorwacji, w żupanii karlowackiej, w gminie Generalski Stol. W 2011 roku liczyła 56 mieszkańców.